# Sárán mac Cóelbad
Sárán mac Cóelbad (fl. Ve siècle) est un roi de Dál nAraidi contemporain de Patrick d'Irlande.

## Contexte
Il est présenté comme le fils de Cáelbad mac Cruind Ba Druí, un Ard ri Erenn légendaire et roi d'Ulster. Il est mentionné la « Liste de Rois » du Livre de Leinster et dans les « Laudes Synchronismes » mais son nom n'est pas relevé par les Annales d'Irlande. Les Généalogies comme les  Laudes Généalogies et le Manuscrit de Rawlinson lui accordent un règne d'une durée de 26 ans. Il est également mentionné dans la Vita tripartita Sancti Patricii (en). Selon cette dernière, Sárán effectue un raid dans le domaine irlandais du  Dál Riata et y fait des captifs. D'après les Généalogies de Geoffrey Keating, les Mac Artáin de Kinelarty, dans l'actuel comté de Down seraient issus de lui.

## Règne
Sárán mac Cóelbad est le second fils de Cóelbad et est  Roi d'Ulster pendant 26 années avant d'être chassé  (c. 357) par les trois frères connus sous le nom de  Trois Collas. Selon les légendes folkloriques, les Trois Collas conquièrent Ulster, brullent et détruisent Eamhain Mhacha, et transferent les habitants dans le  Dál nAraidi et d'Iveagh.[réf. nécessaire]
Sárán mac Cóelbad, considéré comme le dernier roi d'Ulster de la lignée Irian, se retire dans la Baronnie d'Iveagh, où il devient  un personnage fondateur Cruithne et le patriarche de la famille  MacAonghusa (McGuinness).